# Agualeguas
Agualeguas es una localidad del estado de Nuevo León en México, localizado en el noreste del estado, cercano a sus límites con el estado de Tamaulipas; es cabecera del municipio del mismo nombre. El nombre de esta localidad se debe a los indios gualeguas que viven en la región. Agualeguas cobró notoriedad durante el gobierno del presidente Carlos Salinas de Gortari por ser el lugar de origen de su padre Raúl Salinas Lozano y familia.
Agualeguas se distingue por la calidez de su gente, su mote "tierra de grandes hombres" tiene relación con las familias distinguidas del municipio, como la familia Salinas.